# 3r districte de Lió

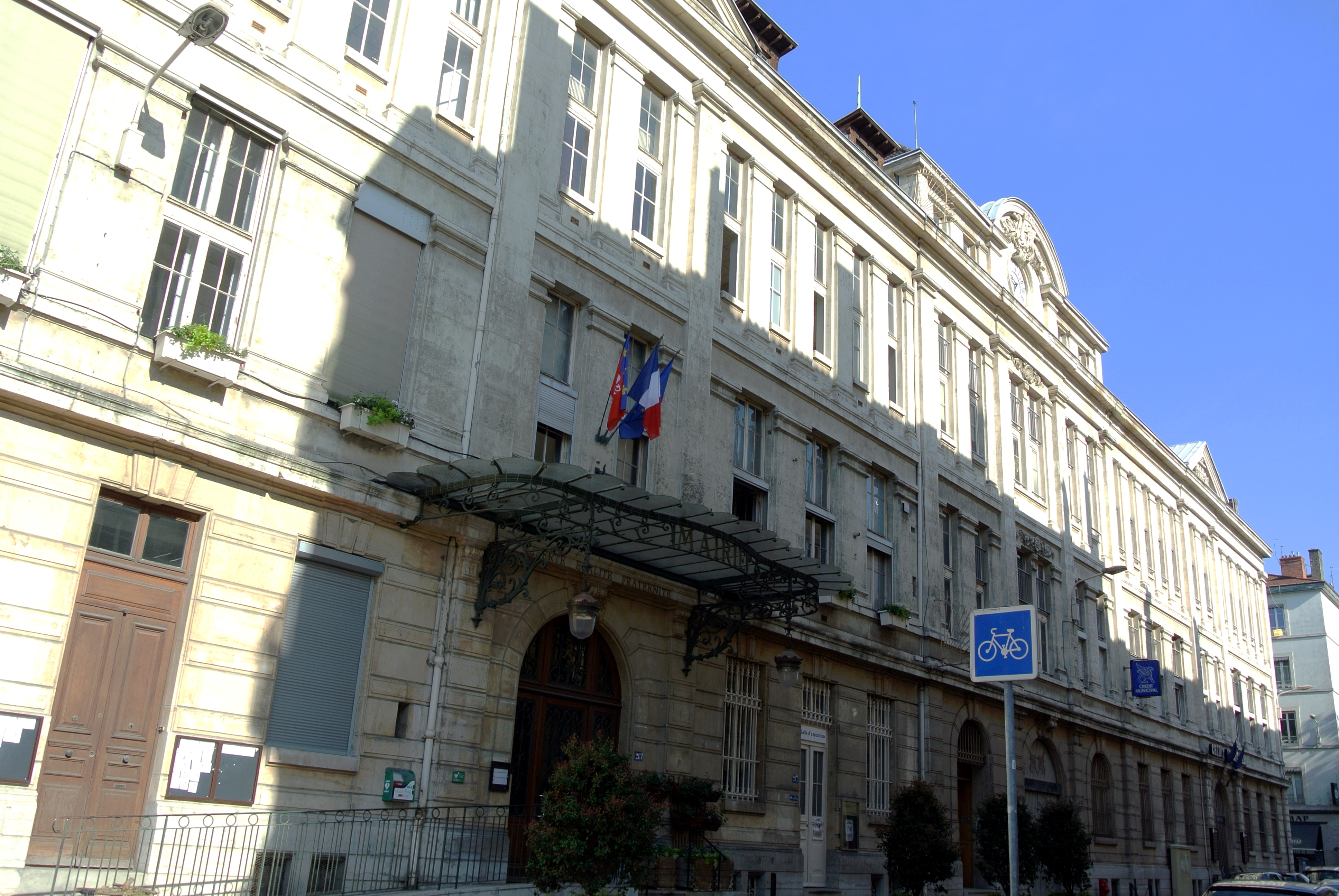
Façana Occidental de l'ajuntament del 3r districte

El 3r districte (arrondissement) de Lió és un dels nou districtes de la Ciutat de Lió.

## Demografia
- 2006: 88,755 habitants
- 2007: 89.000 habitants

És el districte més populós de Lió i el segon més densament poblat després del 1er districte de Lió.
- Densitat relativa : 13,003 habitants/km²

### Història
El districte 3r va ser creat pel Decret de 24 de març de 1852 (data de creació dels cinc primers districtes). El text de 17 juliol de 1867 va dividir el districte en dos per crear el 6è districte de Lió. El districte 3r va trobar els seus límits actuals, després que va ser dividit un altre cop quan es va crear el 7è districte de Lió (Text 8 de Març de 1912).

## Àrea
- 635 ha.

### Barris
Els barris del districte 3r són:
- la Part-Dieu
- la Villette
- Montchat
- La part del nord de la Guillotière

Montchat limita al nord per la carretera de Genas, a l'Est pel carrer Vinatier i el bulevard Pinel, al sud per l'avinguda Rockefeller, la plaça d'Arsonval i el cours Albert Thomas i a l'oest pel carrer Feuillat.

### Monuments i edificis
- Gran temple de Lió
- Torre Part-Dieu (anomenada « le crayon »)
- Torre Oxygène
- Torre Incity

### Carrers i places
- Avinguda de Saxe
- Carrer de Créqui
- Carrer de Vendôme
- Carrer Duguesclin
- Carrer Garibaldi

### Transports
- Línia B del metro, estacions de: "Part-Dieu", "Place Guichard - Bourse du Travail", "Saxe-Gambetta"
- Línia D del metro, estacions de: "Guillotière - Gabriel Péri", "Saxe-Gambetta", "Garibaldi", "Sans-Souci", "Montplaisir-Lumière", "Grange-Blanche"
- Tramvia T1, T3, T4, T5 i T6